# California Hot Springs
California Hot Springs es un lugar designado por el censo ubicado en el condado de Tulare en el estado estadounidense de California. En el año 2010 tenía una población de 37 habitantes.

## Geografía
California Hot Springs se encuentra ubicado en las coordenadas 35°53′11″N 118°39′22″O / 35.88639, -118.65611.